# 科雷兹
科雷兹（法語：Corrèze，法語發音：[kɔʁɛz] ⓘ）是法国科雷兹省的一个市镇，位于该省中部，属于蒂勒区。科雷兹是法国仅有的三个与所在省同名的市镇（另外两个为杜省的杜城和马耶讷省的马耶讷），也是科雷兹省的地理中心点。

## 地理
科雷兹（45°22'21"N, 1°52'30"E）面积34.16 平方千米，位于法国新阿基坦大区科雷兹省，该省份为法国中南部省份，北起上维埃纳省和克勒兹省，西接多爾多涅省，南至洛特省，东临多姆山省和康塔爾省。
与科雷兹接壤的市镇（或旧市镇、城区）包括：巴尔、埃兰、日梅勒莱卡斯卡德、梅里尼亚克-莱格利斯、奥利亚克德巴尔、圣普列斯特-德日梅勒、萨朗、蒙塔讷河畔维特拉克。

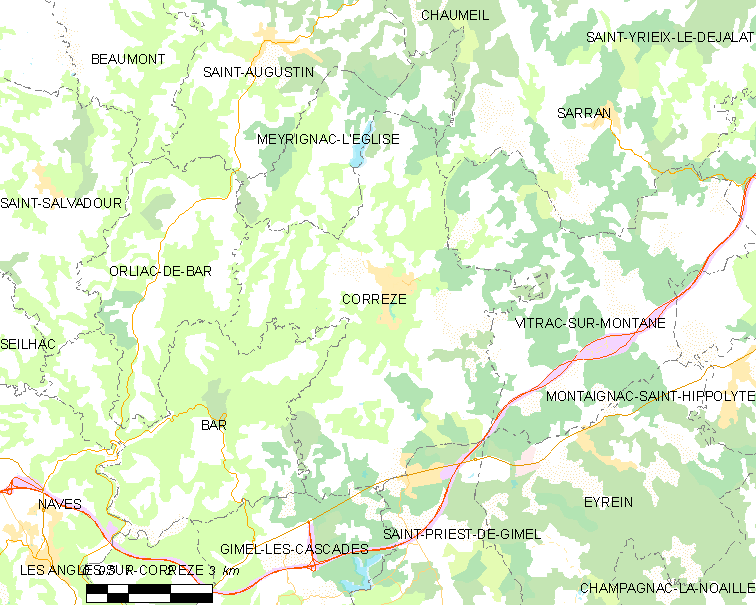
科雷兹的OSM定位图

科雷兹的时区为UTC+01:00、UTC+02:00（夏令时）。

## 行政
科雷兹的邮政编码为19800，INSEE市镇编码为19062。

## 政治
科雷兹所属的省级选区为纳沃县。

## 人口

1962-2008年间科雷兹人口变化图示

科雷兹于2022年1月1日时的人口数量为1173人。